# ۱۶۱۱ (میلادی)
۱۶۱۱ (میلادی) هزار و ششصد  و یازدهمین سال تقویم میلادی است.

## زادگان
۶ فوریه: چونگ‌جن، آخرین امپراتور دودمان مینگ

## درگذشتگان
- ۸ ژوئن – ژان برتو، شاعر و کشیش فرانسوی (ز. ۱۵۵۲)